# Interstate 229 (Dakota du Sud)
Pour les articles homonymes, voir I-229.
L'Interstate 229 (I-229) est une autoroute auxiliaire se trouvant entièrement dans les limites de Sioux Falls, Dakota du Sud. Elle a une longueur d'environ 11 miles (18 km) autour du sud et de l'est de la ville. Elle sert de voie de contournement pour relier l'I-29 nord à l'I-90 est et vice-versa. L'autoroute dispose généralement de quatre à six voies et longe la Big Sioux River à travers la ville. L'I-229 dispose également d'une route qui donne accès au centre-ville de Sioux Falls à partir de l'autoroute.
Une voie de contournement de Sioux Falls a été proposée par le gouvernement municipal dans les années 1940 et développé dans les décennies suivantes par le gouvernement de l'État. C'est en 1956 que cette voie de contournement est intégrée au système des Interstate Highway. En 1958, elle prend la désignation d'I-229. La construction a débuté en 1958 et s'est échelonnée jusqu'en 1961 pour la portion sud et en 1962 pour la portion nord.
Depuis son ouverture, l'I-229 a vu plusieurs échangeurs s'ajouter sur son parcours selon les développements subséquents de la ville. Les jonctions existantes ont aussi été modifiées ou remplacées pour répondre aux besoins du trafic. Au-delà du terminus nord à l'I-90, l'autoroute se terminait à l'origine sur une route gravelée. En 2006, elle a été pavée.

## Description du tracé
L'I-229 débute au sud-ouest de Sioux Falls à un échangeur avec l'I-29 près de l'Empire Mall, le centre commercial le plus achalandé de Dakota du Sud. L'autoroute se dirige vers le nord-est passant près de l'Avera Heart Hospital et croise les limites des comtés de Lincoln et de Minnehaha. Elle traverse ensuite la Big Sioux River, laquelle elle suit ainsi que plusieurs parcs municipaux et échangeurs qui desservent un quartier commercial le long de la 41st Street et du Western Mall, un autre centre commercial important. Près du campus de l'Augustana University, l'I-229 croise Minnesota Avenue, laquelle porte le numéro SD 115, ainsi que la portion sud de la Downtown Loop, une route commerciale reliant le centre-ville de Sioux Falls.
L'autoroute s'oriente vers le nord le long de la Big Sioux River, passant près de Lincoln High School sur la Cliff Avenue. Elle dessert un échangeur à East 26th Street avant de quitter les rives de la rivière. L'I-229 poursuit son tracé à travers un quartier résidentiel à l'est du centre de la ville. Elle est rejointe par la Downtown Loop à un échangeur avec East 10th Street (faisant partie de SD 42). L'autoroute croise une voie ferrée et la Big Sioux River avant de passer par un parc industriel près de l'Aéroport régional de Sioux Falls. L'I-229 se termine au nord-est de la ville à un échangeur partiel avec l'I-90, alors que la route continue au nord comme la 476th Avenue (County Route 125).
L'autoroute dispose généralement de quatre voies. Entre certains échangeurs, elle a six voies. L'I-229 est entretenue par le South Dakota Department of Transportation (SD DOT), lequel conduit des études annuelles sur le volume du trafic, lequel s'exprime en débit journalier moyen annuel (DJMA), une mesure du volume de trafic pour n'importe quel jour de l'année. Pour 2020, le DJMA a été au minimum à 21 230 véhicules à son terminus nord jusqu'à 42 460 véhicules entre les avenues Minnesota et Cliff.

## Liste des sorties
| Interstate 229    |                   |       |       |        |                                                      |                                                                |
| Comté             | Municipalité      | mi    | km    | Sortie | Intersections / Destinations                         | Notes                                                          |
| Lincoln           | Sioux Falls       | 0,00  | 0,00  | 1A-B   | I-29 – Sioux City, Sioux Falls                       | Terminus sud; sortie 1A (sud) et 1B (nord) en direction sud    |
| Lincoln           | Sioux Falls       | 0,92  | 1,48  | 1C     | South Louise Avenue                                  |                                                                |
| Minnehaha         | Sioux Falls       | 2,07  | 3,33  | 2      | South Western Avenue                                 |                                                                |
| Minnehaha         | Sioux Falls       | 3,12  | 5,02  | 3      | I-229 BL nord / SD 115 (en) (South Minnesota Avenue) |                                                                |
| Minnehaha         | Sioux Falls       | 4,16  | 6,69  | 4      | South Cliff Avenue                                   |                                                                |
| Minnehaha         | Sioux Falls       | 5,32  | 8,56  | 5      | East 26th Street                                     |                                                                |
| Minnehaha         | Sioux Falls       | 6,67  | 10,73 | 6      | I-229 BL sud / SD 42 (en) (East 10th Street)         |                                                                |
| Minnehaha         | Sioux Falls       | 7,84  | 12,62 | 7      | East Rice Street – Brandon                           |                                                                |
| Minnehaha         | Sioux Falls       | 9,46  | 15,22 | 9      | East Benson Road                                     |                                                                |
| Minnehaha         | Mapleton Township | 10,84 | 17,45 | 10A-B  | I-90 – Albert Lea, Rapid City                        | Terminus nord; indiqué sortie 10A (ouest) et 10B (est)         |
| Minnehaha         | Mapleton Township | 10,84 | 17,45 |        | CR 125 (476th Avenue)                                | Continue au-delà de l'I-90; pas d'accès entre CR 125 et l'I-90 |
| - Accès incomplet |                   |       |       |        |                                                      |                                                                |